# Indispensable Strait
Indispensable Strait er et farvand i Salomonøerne, som strækker sig omkring 200 km fra nordvest til sydvest fra Santa Isabel øen til Makira (San Cristóbal), mellem Floridaøerne og Guadalcanal mod sydvest og Malaita til nordøst.
Indispensable Strait er den del af sejlruten fra Torresstrædet til Panama Canal. Det er en af tre større ruter for handelsskibe gennem Salomonøerne. Ruterne er Bougainvillestrædet og Indispensable Strait, som har forbindelse til Stillehavet, Salomonhavet og Koralhavet; samt Manningstrædet som forbindelser Stillehavet med New Georgia Sound, som også er kendt som 'The Slot', gennem hvilket japanske flådeenheder forsynede garnisonen på Guadalcanal under Stillehavskrigen.
Kaptajn William Wilkinson, i handelsskibet Indispensable, opdagede strædet i 1794.